# فیل تیپت

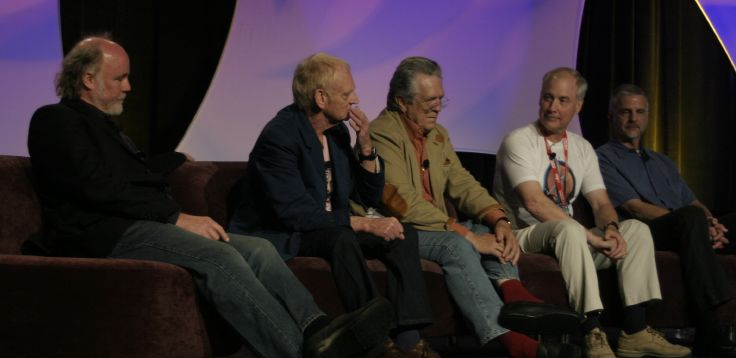
توضیحات: فیل تیپت، رابرت واتس، ریچارد ادلوند، بن برت و کن رالستون درباره کار خود بر روی جنگ ستارگان بحث می کنند. عکس از اسکات روتر.

فیل تیپت (انگلیسی: Phil Tippett؛ زادهٔ ۱۹۵۱ (۷۳–۷۴ سال)) یک کارگردان، متخصص جلوه‌های ویژه سینمایی و تهیه‌کننده اهل ایالات متحده آمریکا است.